# USS Massey (DD-778)

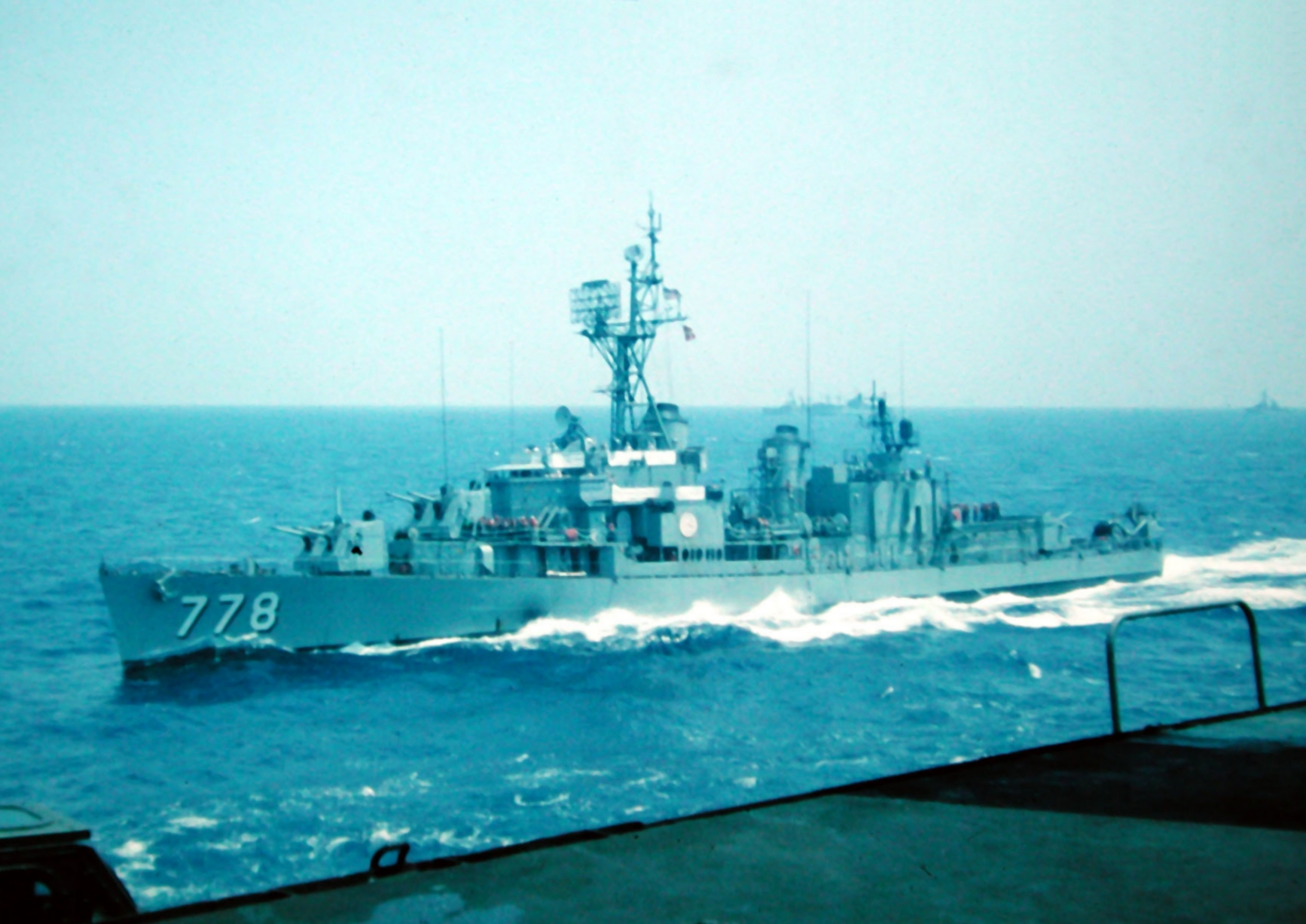
DD-778

El USS Massey (DD-778) fue un destructor de la clase Allen M. Sumner. Construido en 1944, sirvió de 1944 a 1969 y tras su retiro fue desguazado.

## Construcción e historia de servicio
Fue puesto en gradas en enero de 1944 en el Todd Pacific Shipyards (Seattle, Washington), botado en agosto del mismo año y asignado en noviembre. El destructor estuvo activo de 1944 a 1969; recibió un upgrade FRAM en 1960; tras su retiro fue vendido para el desguace.